# أولاد حسين (الجعافرة)
أولاد حسين هي إحدى مشيخات المملكة المغربية، تتبع جغرافيا لإقليم الرحامنة وإداريًا لالجعافرة. يقدر عدد سكانها بـ 5531 نسمة حسب الإحصاء الرسمي للسكان والسكنى لسنة 2004.